# Lekkoatletyka na Światowych Wojskowych Igrzyskach Sportowych 2015 – sztafeta 4 × 100 m mężczyzn
Sztafeta 4 × 100 metrów mężczyzn – jedna z konkurencji biegowych rozegranych w dniach 7–8 października 2015 roku podczas 6. Światowych Wojskowych Igrzyskach Sportowych na kompleksie sportowym KAFAC Sports Complex w Mungyeongu.

## Terminarz
| Data                | Godzina (UTC+09:00) | Wydarzenie |
| ------------------- | ------------------- | ---------- |
| 7 października 2015 | 17:50               | Eliminacje |
| 8 października 2015 | 16:55               | Finał      |

## Rekordy
Tabela prezentuje rekord świata, a także rekord Igrzysk wojskowych (CSIM) przed rozpoczęciem mistrzostw.
|                                   | Zawodnik                                                                             | Wynik | Miejsce   | Data                     |
| --------------------------------- | ------------------------------------------------------------------------------------ | ----- | --------- | ------------------------ |
| Rekord świata                     | Jamajka · (Nesta Carter, Michael Frater, Yohan Blake, Usain Bolt)                    | 36,84 | Londyn    | 11 sierpnia 2012(dts)    |
| Rekord Igrzyska wojskowych (CSIM) | Włochy · (Alessandro Cavallaro, Simone Collio, Rosario La Mastra, Jacques Riparelli) | 39,28 | Hyderabad | 4 października 2007(dts) |

## Medaliści
| Złoto                                                                        | Srebro                                                                                      | Brąz                                                                                        |
| Polska · Robert Kubaczyk · Grzegorz Zimniewicz · Kamil Masztak · Dariusz Kuć | Dominikana · Mayobanex de Óleo · Yohandris Andújar · Stanly del Carmen · Yancarlos Martínez | Sri Lanka · Vinoj Suranjaya · Mohamed Abdul Ladeef · Mohamed Abdul Rasheed · Yupun Abeykoon |

## Rezultaty

### Eliminacje
Awans: Trzy najlepsze zespoły z każdego biegu (Q) plus 2 z najlepszymi czasami (q).
| Pozycja | Bieg | Państwo           | Zawodnicy                                                                      | Czas  | Uwagi  |
| ------- | ---- | ----------------- | ------------------------------------------------------------------------------ | ----- | ------ |
| 1       | 2    | Sri Lanka         | Michael Rodgers, Justin Gatlin, Beejay Lee, Christian Coleman                  | 39,67 | Q,     |
| 2       | 2    | Polska            | Robert Kubaczyk, Grzegorz Zimniewicz, Kamil Masztak, Dariusz Kuć               | 39,73 | Q,     |
| 3       | 1    | Dominikana        | Mayobanex de Óleo, Yohandris Andújar, Stanly del Carmen, Yancarlos Martínez    | 39,88 | Q,     |
| 4       | 2    | Oman              | Fahad Al-Jabri, Barakat Al-Harthi, Mohamed Hindi, Khalid Al-Ghailani           | 40,18 | Q,     |
| 5       | 1    | Brazylia          | Jonathan Mendes, Aldemir da Silva Junior, Bruno de Barros, José Carlos Moreira | 40,24 | Q      |
| 6       | 2    | Kenia             | Alfas Kishoyan, Mike Mokamba Nyang'au, Vincent Mumo Kiilu, Tony Chirchir       | 40,27 | q      |
| 7       | 1    | Korea Południowa  | Lee Ju-ho, Kim Min-kyun, Won Jong-jin, Jang Chong-myung                        | 40,54 | Q      |
| 8       | 1    | Włochy            | Fabio Cerutti, Eseosa Desalu, Matteo Galvan, Delmas Obou                       | 40,60 | q      |
| 9       | 1    | Indonezja         | Farrel Octaviandi, Muhammad Patoniah, Fernando Lumain, Rio Maholtra            | 41,15 |        |
| 10      | 2    | Indie             | Manish Kumar, Vidya Sagar, Jyoti Debnath Shankar, Yesu Raj                     | 41,25 |        |
| 11      | 1    | Turcja            | Emrah Altunkalem, Hakan Karacaoğlu, Okan Kamis, Yavuz Can                      | 41,28 |        |
| 12      | 2    | Szwajcaria        | Steven Gugerli, Pascal Muller, Marquis Richards, Benjamin Gfohler              | 41,57 |        |
| -       | 2    | Stany Zjednoczone | Kyler Martin, Parnelle Shands, Oronde Vassell, Anton Graphenreed               | DQ    | R170.7 |
| -       | 1    | Iran              | Reza Ghasemi, Hassan Taftian, Mahdi Zamani, Sajjad Hashemiahangari             | DQ    | R142.4 |

### Finał
| Pozycja | Tor | Państwo          | Zawodnicy                                                                          | Czas  | Uwagi |
| ------- | --- | ---------------- | ---------------------------------------------------------------------------------- | ----- | ----- |
| 01 !    | 6   | Polska           | Robert Kubaczyk, Grzegorz Zimniewicz, Kamil Masztak, Dariusz Kuć                   | 39,35 |       |
| 02 !    | 3   | Dominikana       | Mayobanex de Óleo, Yohandris Andújar, Stanly del Carmen, Yancarlos Martínez        | 39,41 |       |
| 03 !    | 4   | Sri Lanka        | Vinoj Suranjaya, Mohamed Abdul Ladeef, Mohamed Abdul Rasheed, Yupun Abeykoon       | 39,43 |       |
| 4       | 2   | Włochy           | Fabio Cerutti, Eseosa Desalu, Matteo Galvan, Delmas Obou                           | 39,64 |       |
| 5       | 5   | Brazylia         | Jonathan Mendes, Aldemir da Silva Junior, Bruno de Barros, José Carlos Moreira     | 39,77 |       |
| 6       | 8   | Oman             | Mohamed Hindi, Barakat Al-Harthi, Abdullah Al-Sooli, Khalid Al-Ghailani            | 39,81 |       |
| 7       | 7   | Korea Południowa | Lee Ju-ho, Kim Min-kyun, Won Jong-jin, Jang Chong-myung                            | 40,49 |       |
| 8       | 1   | Kenia            | Tony Kipruto Chirchir, Mike Mokamba Nyang'au, Vincent Mumo Kiilu, Alphas Kishoyian | 40,58 |       |